# Nigel Walker
Nigel Keith Walker (Cardiff, 15 giugno 1963) è un ex ostacolista, rugbista a 15 e dirigente d'azienda britannico, olimpico per la Gran Bretagna ai Giochi di Los Angeles del 1984 nei 110 ostacoli e internazionale di rugby a 15 per il Galles.
Ha vinto il torneo Cinque Nazioni con la sua nazionale nel 1994.
Attualmente lavora come direttore delle comunicazioni interne in seno alla BBC ed è anche il manager del gruppo pop spagnolo La Oreja de Van Gogh.